# Calamotropha brevistrigellus
Calamotropha brevistrigellus là một loài bướm đêm trong họ Crambidae.